# Нове життя (партія)
«Нове життя» — політична партія в Україні; зареєстрована Міністерством юстиції України в березні 2011 року.
Програмна мета діяльності Партії — сприяння зміцненню України як незалежної демократичної, суверенної, правової держави, досягнення громадської та міжнаціональної злагоди, сприяння національному, культурному, духовному відродженню української нації, сприяння формуванню і вираженню політичної волі громадян, забезпеченню прав людини, участь у виборах та інших політичних заходах.

## Історія
Рішення про реєстрацію було ухвалене на підставі повідомлення про створення політичної партії «Воля» та затвердження її статуту та програми. Таке рішення було ухвалене Установчим партз'їздом 17 квітня 2010 року. А також на підставі повідомлення від 5 жовтня 2010 року про зміну назви партії з Політична партія «Воля» на Політична партія «Нове життя». Партія «Нове життя» стала 186-ю партійною організацією, зареєстрованою в Україні.
Головою партії та Членом Вищої Ради обрано Федоренка Ігоря Петровича.
У 2014 році партія взяла участь у виборах до Київради. Партія набрала 3,3% голосів та отримала 3 місця в раді.

## Цілі та програма
- Скасування депутатської недоторканності
- Створення та захист середнього класу
- Україна як парламентсько-президентська держава
- Зниження прохідного бар'єру до 1 %
- Побудова громадянського суспільства
- Соціалізована економіка та соціальна справедливість[3]

## Символіка
Емблема Політичної партії «НОВЕ ЖИТТЯ» являє собою зелений чотирьохлисник. В центрі чотирьохлисника знаходиться напис «ПОЛІТИЧНА ПАРТІЯ «НОВЕ ЖИТТЯ». Як зазначається в описі символіки, квітка чотирьохлисника у європейській геральдиці символізує квітку щастя, що приносить удачу, мир та добробут. У слов’ян чотирьохлисник символізує круг, поділений на чотири частини, що є символом сонця.
Прапор Політичної партії «НОВЕ ЖИТТЯ» являє собою прямокутне полотнище жовтого кольору із зображенням емблеми у центрі прапора. Від емблеми Партії випромінюється сім сріблястих променів.
Девіз — Час творити історію, Час розпочати «Нове життя».